# Liste de peintures de Francis Bacon
Liste des tableaux de Francis Bacon, divisée par grandes périodes de la vie du peintre.
Attention, cette liste n'est pas exhaustive

## Premiers travaux - 1943
- 1929 : Mur de brique (parfois Gouache)[1], collection particulière[2]
- 1929 : L'arbre au bord de la mer[1]
- 1929 : Deux frères (perdue)[1]
- 1933 : Crucifixion, succession de Sir Colin Anderson[2],[3]
- 1933 : Composition (Figure), Marlborough Fine Art[2]
- 1933 : Intérieur d'une pièce, James Kirkman Ltd, Londres[2]
- 1936 : Figures dans un jardin (Figures in a Garden), Tate Gallery, Londres[4],[5]
- 1943 : Figure sortant d'une voiture
- 1943 : Man in a Cap

## Entrée fracassante dans le monde de la peinture, 1944 - 1950
- 1944 : Trois études de figures au pied d'une crucifixion (Three Studies for Figures at the Base of a Crucifixion), huile et pastel sur toile, chaque panneau : 94 × 74 cm, Tate Gallery, Londres[4],[6]
- 1945 : Figure dans un paysage (Figure in a Landscape), Tate Gallery, Londres[4],[7]
- 1945-1946 : Étude de figure I (Figure Study I), National Galleries of Scotland[8],[9]
- 1945-1946 : Étude de figure II (Figure Study II), Huddersfield Art Gallery, Huddersfield[2]
- 1946 : Peinture (1946) (Painting (1946)), Museum of Modern Art, New York[10],[11],[12]
- 1946 : Paysage avec voiture
- 1948 : Tête I (Head I), collection Richard S. Zeisler, New York[2]
- 1949 : Tête II (Head II), Ulster Museum, Belfast[2],[13]
- 1949 : Tête III (Head III)
- 1949 : Tête IV (Head IV)
- 1949 : Tête V (Head V)
- 1949 : Tête VI (Head VI), Conseil des arts de Grande-Bretagne, Londres[2],[11],[14]
- 1949 : Man at a Curtain. Abandonné.
- 1949 : Study from the Human Body, National Gallery of Victoria, Melbourne[15],[16]
- 1950 : Peinture, City Art Galleries, Londres[17]
- 1950 : L'homme au rideau
- 1950 : Fragment d'une crucifixion, 140 × 108,5 cm, Stedelijk Van Abbemuseum, Eindhoven[2],[3]
- 1950 : Untitled (Marching Figures) [3]
- 1950 : Figure in Frame
- 1950 : Study after Velasquez[18],[19]
- 1950 : Study after Velasquez II[18],[20]. Inachevé.
- 1950 : Study after Velasquez III. Détruit.
- 1950 : Study for Nude Figure[18],[21]
- 1950 : Study for Figure. Détruit.
- 1950-1953 : Two Figures in the Grass[18],[22]

## Départ du 7 Cromwell Place, 1951 - 1963
- 1951 : Head [23]
- 1951 : Pape I, Aberdeen Art Gallery[17]
- 1951 : Pape II
- 1951 : Pape II
- 1951 : Portrait de Lucian Freud
- 1952 : Crouching Nude on Rail[18],[24]
- 1952 : Chien, Museum of Modern Art, New York[2]
- 1952 : Dog (différent du précédent)
- 1952 : House in Barbados
- 1952 : Paysage (Landscape), Pinacothèque de Brera, Milan[13]
- 1952 : Elephant Fording a River
- 1952 : Rhinoceros
- 1952 : Étude pour un nu accroupi (Study for Crouching Nude) Detroit Institute of Arts, Detroit[11],[13],[25]
- 1952 : Étude de nu dans un paysage, The Phillips Collection, Washington
- 1952 : Étude de figure dans un paysage (Study for Figure in a Landscape), The Phillips Collection, Washington[13]
- 1952 : Man Kneeling in Grass
- 1952 : Landscape, South of France
- 1952 (automne) : Man Eating a Leg of Chicken
- 1952 (automne) : Man in a Chair
- 1952 : Study for a Portrait, Tate Gallery, Londres[26]
- 1952 : Study of a Dog, Tate Gallery, Londres[27]
- 1952 : Study for Portrait
- 1952 : Study for Portrait (également Study for a Portrait of a Man in Blue) (différent du précédent)
- 1952 : Study for Head (également Study for Portrait (Man Screaming))
- 1952 : Study of a Head (également Study for the Head of a Screaming Pope)
- 1952-1953 (janvier à décembre) : Étude de nu (Study of a Nude ou Study from the Human Body), The Sainsbury Collection, University of East Anglia, Norwich[2]
- 1953 : Deux Figures (Two Figures), huile sur toile, 152*116,5 cm, collection privée[15],[2]
- 1953 (juin) : Homme au chien (parfois Homme et chien) (Man with Dog), Albright-Knox Art Gallery, Buffalo[2],[11],[28]
- 1953 : Étude de babouin (Study of a Baboon), Museum of Modern Art, New York[10],[29]
- 1953 (février) : Étude d'après le portrait du pape Innocent X par Velázquez (Study after Velázquez's Portrait of Pope Innocent X), 153*118 cm, Des Moines Art Center, Coffin Fine Arts Trust Fund[17], Iowa[30],
- 1953 (été) : Étude pour un portrait (Study for Portrait), Hamburger Kunsthalle, Hambourg[2]
- 1953 (été) : Étude pour un portrait II (Study for Portrait II)
- 1953 (été) : Étude pour un portrait III (Study for Portrait III)
- 1953 (été) : Étude pour un portrait IV (Study for Portrait IV)
- 1953 (été) : Étude pour un portrait V (Study for Portrait V), Hirshhorn Museum and Sculpture Garden, Smithsonian Institute, Washington[31]
- 1953 (été) : Étude pour un portrait VI  (Study for Portrait VI), Minneapolis Institute of Arts
- 1953 (été) : Étude pour un portrait VII (Study for Portrait VII), Museum of Modern Art, New York[10],[32]
- 1953 (été) : Étude pour un portrait VIII (Study for Portrait VIII)
- 1953 : Trois Études de la tête humaine, chaque panneau : 61*51 cm, collection privée, Suisse[13]
- 1953-1954 : Sphinx I, collection privée, Californie[17]<
- 1953-1954 : Sphinx II
- 1953-1954 : Sphinx III, Hirshhorn Museum and Sculpture Garden, Smithsonian Institute, Washington[31]
- 1954 : Deux Figures dans l'herbe (Two Figures in the Grass), collection privée, Paris[13],[33]
- 1954 : Man in Blue [34]
- 1954 : Personnage avec quartier de viande (Figure with Meat), Art Institute of Chicago, Harriott A. Fox Fund [35]
- 1954 : Pape, 152,5 × 116,5 cm, collection particulière, Suisse[13]
- 1955 : Chimpanzé, Staatsgalerie, Stuttgart[17]
- 1955 : Étude pour un portrait I (d'après le masque de William Blake) (Study for Portrait I (after the Life Mask of William Blake))
- 1955 : Étude pour un portrait II (d'après le masque de William Blake) (Study for Portrait II (after the Life Mask of William Blake)), Tate Gallery, Londres[4],[36]
- 1955 : Étude pour un portrait III (d'après le masque de William Blake), collection privée[17],[13]
- 1956 : Autoportrait
- 1956 : Study for Portrait Number IV (after the Life Mask of William Blake), Museum of Modern Art, New York[10],[37]
- 1956 : Homme portant un enfant, collection privée, New York[17]
- 1956-1957 : Figures in a Landscape, Birmingham Museum and Art Gallery[15],[38]
- 1956-1957 : Study for Landscape after Van Gogh (également Untitled (Landscape after Van Gogh))[18],[39]
- 1957 : Study for Chimpanzee, collection Peggy Guggenheim[40],[41]
- 1957 : Étude de la nourrice du film « le Cuirassé Potemkin », 198 × 142 cm, Städelsches Kunstinstitut und Städtische Galerie, Francfort[17]
- 1957 : Van Gogh dans un paysage (Van Gogh in a landscape), Centre national d'art et de culture Georges-Pompidou, Paris[42]
- 1957 : Study for a Portrait of Van Gogh I
- 1957 : Étude pour un portrait de Van Gogh II, collection Thomas Ammann, Zurich[17]
- 1957 : Étude pour un portrait de Van Gogh III, Hirshhorn Museum and Sculpture Garden, Smithsonian Institute, Washington[31]
- 1957 : Study for a Portrait of Van Gogh IV, Tate Gallery, Londres[4],[43]
- 1957 : Study for a Portrait of Van Gogh V, Hirshhorn Museum and Sculpture Garden, Smithsonian Institute, Washington[31]
- 1957 : Study for a Portrait of Van Gogh VI [34]
- 1957 : Study for Portrait of P.L., no. 1
- 1957 : Study for Portrait of P.L., no. 2, Sainsbury Centre for Visual Arts[44],
- 1958 : Autoportrait, Hirshhorn Museum and Sculpture Garden, Smithsonian Institute, Washington[31]
- 1958 : Personnage couché, Städtischegalerie, Bochum[17]
- 1959 : Personnage couché, collection privée, New York[17] (différent du précédent)
- 1959 : Figure couchée, collection Kunstsammlung Nordrhein-Westfalen, Düsseldorf[13]
- 1959 : Sleeping Figure [3]
- 1959 : Miss Muriel Belcher, collection Gilbert Halbers, Paris[13]
- 1959 : Tête d'homme - Étude d'après un dessin de Van Gogh, collection Thomas Ammann, Zurich[17]
- 1959-1960 : Walking Figure[45],
- 1960 : Étude d'un enfant [46]
- 1960 : Homme au bras levé, collection privée, New York[17]
- 1960 : Pape n°1
- 1960 : Pape n°2, collection privée, Suisse[13]
- 1960 : Untitled (Reclining Figure)[3],
- 1961 : Reclining Woman, Tate Gallery, Londres[4],[47]. Inachevé.
- 1961 : Seated Figure, Tate Gallery, Londres[4],[48]. Inachevé.
- 1961 : Personnage assis
- 1961 : Paralytic Child Walking on All Fours (from Muybridge)[3],
- 1961 : Tête I
- 1961 : Tête II, collection privée, Londres[17]
- 1961 : Tête III, collection privée, Londres[17]
- 1962 : Étude d'un pape en rouge (d'après Innocent X), collection M. Riklis, New York[17]
- 1962 : Étude d'après Innocent X, Musée d'art moderne Louisiana, Humlebaek[49],
- 1962 : Étude pour trois têtes, Museum of Modern Art, New York[17]
- 1962 : Figure tournante, 198 × 147,5 cm, collection particulière, New York[13]
- 1962 : Trois études pour une crucifixion (Three Studies for a Crucifixion), musée Solomon R. Guggenheim, New York[40],[50]
- 1963 : Trois Études pour un portrait de Henrietta Moraes (Three Studies for the Portrait of Henrietta Moraes), Museum of Modern Art, New York[10],[51]
- 1963 : Homme et Enfant, Musée d'art moderne Louisiana, Humelebaek[17]
- 1963 : Study for Portrait on (a) Folding Bed, Tate Gallery, Londres[4],[52]
- 1963 : Paysage près de Malabata, Tanger, Ivor Braka Ltd, Londres[2]
- 1963 : Figure couché avec seringue hypodermique (Lying Figure with Hypodermic Syringe), collection privée, Suisse[17],[13],[53]
- 1963 : Portrait of Man with Glasses III[54],
- 1963 : Portrait de Henrietta Moraes, Fondation Beyeler, Bâle[17]

## Période de relation avec George Dyer, 1964 - 1971
- 1964 : Étude pour un portrait (Isabel Rawsthorne), collection privée[17]
- 1964 : Étude pour un portrait d'Henrietta Moraes sur fond rouge, Fondation Beyeler, Bâle[2]
- 1964 : Trois études de George Dyer (sur fond clair), collection privée[17]
- 1964 : Trois figures dans une Pièce (Three Figures in a Room), Centre Georges-Pompidou, Paris[42],[55]
- 1965 : Crucifixion, collection Pinakothek der Moderne, Munich[13]
- 1965 : Étude d'après le portrait du pape Innocent X, collection particulière[2]
- 1965 : Trois études pour un portrait de Lucian Freud, collection particulière, Londres[2]
- 1965 : Trois études pour un portrait d'Isabel Rawsthorne (également Three Studies of Isabel Rawsthorne), The Sainsbury Collection, University of East Anglia, Norwich[2]
- 1965 : D'après Myubridge - Femme vidant une coupe d'eau et enfant paralytique à quatre pattes, 198*147,5 cm, Stedelijk Museum, Amsterdam[2],[49]
- 1966 : Étude pour un portrait , collection privée[17]
- 1966 : Portrait de George Dyer parlant , collection particulière, New York[13]
- 1966 : Portrait de George Dyer accroupi , collection privée[17]
- 1966 : Portrait of George Dyer Staring into a Mirror
- 1966 : Portrait de George Dyer à bicyclette, collection privée, New York[13],[34]
- 1966 : Portrait de George Dyer regardant fixement un cordon de rideau, collection Maestri, Parma[13]
- 1966 : Portrait d'Isabel Rawsthorne (Portrait of Isabel Rawsthorne), Tate Gallery, Londres[4],[56]
- 1966 : Portrait d'Isabel Rawsthorne (Portrait of Isabel Rawsthorne), 35,5*30,5 cm, collection privée, Paris[13]
- 1966 : Henrietta Moraes, collection privée, Londres[17]
- 1966 : Study for the Head of George Dyer[57],
- 1966 : Étude d'Isabel Rawsthorne (Study of Isabel Rawsthorne), Centre Georges-Pompidou, Paris[42]
- 1966 : Trois études pour un autoportrait, chaque panneau: 35,5*30,5 cm, collection particulière[13]
- 1966 : Trois études pour un portrait de Lucian Freud, collection privée, New York[17]
- 1967 : Portrait de George Dyer regardant fixement dans un miroir, collection particulière, Caracas[13]
- 1967 : Portrait de George Dyer et de Lucian Freud, 198 × 147,5 cm, détruit lors d'un incendie[17]
- 1967 : Étude pour la tête de Lucian Freud, collection particulière[2]
- 1967 : Portrait d'Isabel Rawsthorne debout dans une rue de Soho, huile sur toile, 198*147,5 cm, Alte Nationalgalerie (Berlin)[17],[13]
- 1967 : Quatre études pour un autoportrait, huile sur toile, 91,5*33 cm, collection privée[2]
- 1967 : Triptyque inspiré par le poème « Sweeney Agonistes » de T.S. Eliot, Hirshhorn Museum and Sculpture Garden, Smithsonian Institute, Washington[31]
- 1967 : Triple étude d'Isabel Rawsthorne (également Trois Études d'Isabel Rawsthorne) Alte Nationalgalerie (Berlin)[2]
- 1967 : Trois études d'après le corps humain, collection Isidore M. Cohen, New York[2]
- 1968 : Portrait de George Dyer dans un miroir (Portrait of George Dyer in a Mirror)Musée Thyssen-Bornemisza, Madrid et Barcelone[58],[59]
- 1968 : Deux études de George Dyer avec un chien, collection privée, Rome[17],[13]
- 1968 : Version Two of Lying Figures with Hypodermic Syringe[60],
- 1968 : Deux Études pour un portrait de George Dyer, Sara Hilden Art Museum, Tampere[2]
- 1968 : Trois études d'Isabel Rawsthorne , collection Mrs Susan Lloyd, Nassau[13]
- 1968 : Triptyque — Deux Personnages couchés sur un lit avec spectateurs, collection privée, New York[13] (localisation inconnue[17])
- 1969 : Trois études de Lucian Freud, collections privées[17]
- 1969 : Autoportrait, collection privée, Londres[17]
- 1969 : Trois Études pour des portraits (dont un autoportrait), collection privée[17]
- 1969 : Étude de nu avec une figure dans un miroir, Galerie Beyeler, Bâle[17]
- 1969 : Étude pour une corrida n°1, collection particulière[17],[13],[49]
- 1969 : Seconde version de l'Étude pour une corrida n°1, collection Jérome L. Stern, New York[13]
- 1969 : Étude pour la corrida n°2, Musée des beaux-arts de Lyon[61]
- 1969 : Personnage couché, collection Beyeler, Bâle[17]
- 1969 : Figure couchée, collection privée, Montréal[13]
- 1969 : Trois Études de Henrietta Moraes (Three Studies of Henrietta Moraes)[3],
- 1969 : Trois Études de Henrietta Moraes (Three Studies of Henrietta Moraes), collection particulière[2] (différent du précédent)
- 1970 : Autoportrait , collection privée[17]
- 1970 : Deux études de George Dyer et Isabel Rawsthorne, collection privée[17]
- 1970 : Study from the human Body, Man turning on the light
- 1970 : Triptyque, National Gallery of Australia, Canberra[13],[62]
- 1970 : Triptyque — Études d'après le corps humain (également Triptyque, Trois études d'après le corps humain), collection privée, New York[13]
- 1970 : Triptyque — Études du corps humain, collection Marlborough International Fine Art, Londres[13]
- 1970 : Triptyque — Trois études d'après le corps humain, collection privée[17]
- 1970 : Trois Études du dos masculin, Kunsthaus, Zurich[17],[13]
- 1971 : Deux hommes au travail dans un champ, collection particulière, Japon[13]
- 1971 : Self-Portrait, Centre Georges-Pompidou, Paris[42],[11],[63]
- 1971 : Seconde version de Peinture 1946, Wallraf-Richartz Museum, collection Ludwig[13]
- 1971 : Étude pour un portrait de Lucian Freud (de côté) (Study for Portrait of Lucian Freud (sideways)), collection privée, Londres[13],[64]
- 1971 : Étude pour un portrait, collection particulière, Londres[2]
- 1971 : Figure couchée dans un miroir (Lying Figure in Mirror), Musée des Beaux-Arts de Bilbao[13],[65]
- 1971 : Triptyque en hommage à George Dyer (Triptych in Memory of George Dyer), Fondation Beyeler, Bâle[2] (série des "triptyques noir")[66],

## Mort de George Dyer et fin de vie, 1972 - 1992
- 1972 : Autoportrait, collection privée[17]
- 1972 : Autoportrait à l'œil blessé, collection privée[17]
- 1972 : Étude pour une corrida, Centre Georges-Pompidou, Paris[42]
- 1972 : Female nude standing in doorway, Centre Georges-Pompidou, Paris[42]
- 1972 : Homme descendant l'escalier, collection particulière, Londres[13]
- 1972 : Portrait d'homme descendant un escalier, collection privée, Londres[17]
- 1972 : Triptyque, août 1972 (Triptych - August 1972), Tate Gallery, Londres[4] (série des "triptyques noir")[67],
- 1972-1973 : Trois études de personnages couchés sur un lit (Three Studies for Figures on Beds), collection particulière[2],[15],[68]
- 1973 : Autoportrait, collection particulière, New York[13]
- 1973 : Triptyque Mai-Juin 1973 (Triptych, May-June 1973), collection Saul P. Steinberg, New York[15],[13]
- 1973 : Two Figures with a Monkey, musée d’art contemporain Tamayo
- 1973 : Trois Portraits : Portrait posthume de George Dyer, Autoportrait et Portrait de Lucian Freud (Three Portraits: Posthumous Portrait of George Dyer, Self-Portrait, Portrait of Lucian Freud), collection privée[17] (série des "triptyques noir")[3],
- 1973 : Dos figuras con un mono[69],
- 1974 : Figure assise, collection privée, Suisse[17] (collection Gilbert de Botton[13])
- 1974 : Figure endormie (Sleeping Figure), A. Carter Pottash[15],[13]
- 1974 : Triptyque, Mars 1974, huile et pastel sur toile, chaque panneau : 197 × 147,5 cm, collection particulière, Madrid[13]
- 1974 : Triptyque, Mai-Juin 1974, ancienne propriété de l'artiste[13]
- 1975 : Autoportrait, collection privée[17]
- 1975 : Trois figures et Portraits (Three figures and Portrait), Tate Gallery, Londres[4]
- 1976 : Figure au-dessus d'un lavabo (ou Figure au lavabo), Musée d'art contemporain de Caracas[17],[13]
- 1976 : Autoportrait, musée Cantini, Marseille
- 1976 : Personnage écrivant reflété dans un miroir (également Figure écrivant, avec son reflet dans un miroir), collection particulière, Paris[2]
- 1976 : Personnage en mouvement, collection particulière[2]
- 1976 : Portrait de Michel Leiris (Portrait of Michel Leiris), Centre Georges-Pompidou, Paris[42],[70]
- 1976 : Triptyque, collection privée, France[71],[72]
- 1976 : Study for self-portrait[73],
- 1977 : Étude pour un portrait, collection privée[17]
- 1977 : Figure assise, collection privée[17]
- 1978 : Figure assise , collection privée[17] (différent du précédent)
- 1978 : Paysage, collection privée[17]
- 1978 : Peinture 1978, collection particulière, Monaco[2],[13]
- 1978 : Self Portrait [34]
- 1978 : Study for a portrait, Centre Georges-Pompidou, Paris[42],[74]
- 1979 : Jet d'eau collection particulière, Suisse[17],[49]
- 1979 : Sphinx - Portrait de Muriel Belcher (Sphinx — Portrait of Muriel Belcher), huile sur toile, 198 × 147,5 cm, Musée d'art moderne de Tōkyō[13],[75]
- 1979 : Etude de corps humain, huile sur toile, chaque panneau : 198 × 147,5 cm, collection particulière[13]
- 1979 : Trois études pour un autoportrait[76],
- 1980 : Carcasse de viande et oiseau de proie, huile sur toile, 198 × 147,5 cm, musée des beaux-arts de Lyon
- 1980 : Trois études pour un portrait de John Edwards, collection particulière[2]
- 1981 : Dune de sable, 198 × 147,5 cm, collection particulière[13]
- 1981 : Triptyque inspiré par l'Orestie d'Eschyle, collection privée[17]
- 1981 : Étude d'un homme qui parle, huile sur toile, 198 × 147,5 cm, collection particulière, Suisse[13]
- 1981-1982 : Étude de corps humain (Study for the Humain Body), Centre Georges-Pompidou, Paris[42]
- 1982 :  Étude de corps humain, Figure en mouvement, huile sur toile, 198 × 147,5 cm, Marlborough International Fine Art[13]
- 1982 :  Étude de corps humain, d'après un dessin d'Ingres, huile et pastel sur toile, 198 × 147,5 cm, ancienne propriété de l'artiste[13]
- 1982 : Étude pour un autoportrait, collection particulière, New York[2]
- 1982 : Robinet ouvert, collection privée[17]
- 1982 : Paysage désert, huile sur toile, 198 × 147,5 cm, collection Ernst Beyeler, Bâle[13]
- 1982 : Un coin de Terre gaste, collection privée[17]
- 1982-1984 : Diptych: Study of the Human Body -- From a Drawing by Ingres, Hirshhorn Museum and Sculpture Garden, Smithsonian Institute, Washington[31]
- 1983  : Œdipe et le sphinx (d'après Ingres) (Oedipus and the Sphinx (after Ingres)), 198 × 147,5 cm, collection particulière, Californie[2],[77]
- 1983 : Étude de corps humain, huile et pastel sur toile, 198 × 147,5 cm, collection Menil's Foundation, Houston[13]
- 1983 : Three studies for a self-portrait, Honolulu Academy of Arts[78],
- 1983 : Triptyque, huile et pastel sur toile, chaque panneau : 198 × 147,5 cm, Marlborough International Fine Art[13]
- 1983 : Statue et personnages dans une rue (également Statue et figures dans une rue), huile et pastel sur toile, 198 × 147,5 cm, collection particulière[2]
- 1983 : Dune de sable, collection Ernst Beyeler, Bâle[17]
- 1985 : Figure in Movement, Tate Gallery, Londres[4]
- 1985-1986 : Étude pour autoportrait - Triptyque, Marlborough Internatinal Fine Art[17]
- 1986 : Étude pour un portrait de John Edwards, Marlborough Fine Art[2]
- 1986 : Du sang sur le sol (Blood on the floor-Painting), collection particulière[2]
- 1986 : Study from Human Body [79]
- 1987 : Study of the Human Body [3]
- 1987-1988 : Triptyque 1987-1988, Marlborough International Fine Art[17]
- 1988 : Homme et femme marchant, collection particulière[2]
- 1988 : Portrait of John Edwards [3]
- 1988 : Étude pour un portrait de John Edwards, collection Richard Nagy[2]
- 1988 : Deuxième version du Triptyque 1944 (Second Version of Triptych 1944), Tate Gallery, Londres[4],[80]
- 1988-1989 : Homme au lavabo, Marlborough Fine Art[2]
- 1989 : Étude pour le portrait de John Edwards, collection privée[17]
- 1989 : Étude pour le portrait de John Edwards, collection privée[17] (différent du précédent)
- 1989 : Étude pour le portrait de John Edwards, collection privée[17] (différent du précédent)
- 1990 : Man at a Washbassin[79],
- 1991 : Étude d'après le corps humain[17]
- 1991 : Study for a portrait march 1991, National Galleries of Scotland[8],[81]
- 1991 : Triptyque (Triptych), Museum of Modern Art, New York[10],[82]